# 1990 في المكسيك
فيما يلي قوائم الأحداث التي وقعت خلال عام 1990 في المكسيك.

## رياضة
- 24 يونيو – جائزة المكسيك الكبرى 1990 الفائز ألن بروست.

## أفلام
من الأفلام التي صدرت هذه السنة في المكسيك:
- 17 أكتوبر – الفجر الأحمر من إخراج خورخي فونز بيريز.

## برامج ومسلسلات وأنمي
- تريزا
- ماريا وبس

## مواليد

### يناير
- 6 يناير – كريستيان ايرباس لاعب كرة قدم أرجنتيني.
- 13 يناير – إدغار موناريز ملاكم مكسيكي.
- 18 يناير – ألبرتو سوتو لاعب كرة قدم مكسيكي.
- 23 يناير – ألفونسو لونا لاعب كرة قدم مكسيكي.
- 25 يناير – سيزار راميريز لاعب كرة مضرب مكسيكي.
- 26 يناير – سيرجيو بيريز سائق سيارة سباق مكسيكي.

### فبراير
- 3 فبراير – كارلوس ألبرتو غوتيريز لاعب كرة قدم مكسيكي.
- 3 فبراير – لويس أنخيل مندوزا لاعب كرة قدم مكسيكي.
- 4 فبراير – خوسيه لويس بينيدا سييرا لاعب كرة قدم مكسيكي.
- 11 فبراير – خافيير أكينو لاعب كرة قدم مكسيكي.

### مارس
- 6 مارس – ليوبولدو موراليس لاعب كرة قدم مكسيكي.
- 14 مارس – ميغيل خيمينيز بونس لاعب كرة قدم مكسيكي.
- 27 مارس – كريستيان بيريز لاعب كرة قدم مكسيكي.
- 29 مارس – دانيال إيفانجليستا جونيور ملاكم مكسيكي.
- 29 مارس – كارلوس ألبيرتو بينيا لاعب كرة قدم مكسيكي.

### أبريل
- 4 أبريل – أنطونيو لوزادا جونيور ملاكم مكسيكي.
- 10 أبريل – ريناتو رومان لاعب كرة قدم مكسيكي.
- 14 أبريل – خوان فرانسيسكو إسترادا ملاكم مكسيكي.
- 19 أبريل – هكتور هيريرا لاعب كرة قدم مكسيكي.
- 26 أبريل – جوناثان دوس سانتوس لاعب كرة قدم إسباني.

### مايو
- 3 مايو – خيسوس مورينو لاعب كرة قدم مكسيكي.
- 15 مايو – إريك بيمنتل لاعب كرة قدم مكسيكي.
- 15 مايو – ميشيل فاسكيز لاعب كرة قدم مكسيكي.

### يونيو
- 27 يونيو – هوراسيو غارسيا ملاكم مكسيكي.
- 28 يونيو – دانيال ثيربانتس لاعب كرة قدم مكسيكي.

### يوليو
- 18 يوليو – جيورجي كورال لاعب كرة قدم مكسيكي.
- 18 يوليو – ساول ألفاريز ملاكم مكسيكي.

### أغسطس
- 1 أغسطس – هوغو غونزاليس دوران لاعب كرة قدم.
- 19 أغسطس – لويس أنطونيو ديلغادو لاعب كرة قدم مكسيكي.

### سبتمبر
- 3 سبتمبر – ميغيل أنخيل فاليجو لاعب كرة قدم مكسيكي.
- 17 سبتمبر – جاهيير بارازا لاعب كرة قدم مكسيكي.
- 18 سبتمبر – خوان كارلوس إنريكيز لاعب كرة قدم.
- 18 سبتمبر – خيسوس أنخل نيريو ملاكم مكسيكي.
- 24 سبتمبر – كارلوس فيلاردي ملاكم مكسيكي.
- 25 سبتمبر – غيليرمو أليسون لاعب كرة قدم مكسيكي.

### أكتوبر
- 1 أكتوبر – ميغيل غونزاليس لاعب كرة قدم مكسيكي.
- 25 أكتوبر – ماركو أرتور راميريز لاعب كرة قدم مكسيكي.

### نوفمبر
- 26 نوفمبر – أوكتافيو غوزمان لاعب كرة قدم من الولايات المتحدة الأمريكية.
- 29 نوفمبر – ديجو بونيتا لاعب كرة قدم إسباني.

### ديسمبر
- 20 ديسمبر – خوسيه إدواردو لوبيز ملاكم مكسيكي.
- 22 ديسمبر – أوسكار فالديز ملاكم مكسيكي.

## وفيات

### مايو
- 17 مايو – كارلوس ريكيلمي (مواليد 1914)

### يونيو
- 27 يونيو – غيلبرتو رومان (مواليد 1961) ملاكم مكسيكي.